# Princípio da reflexão

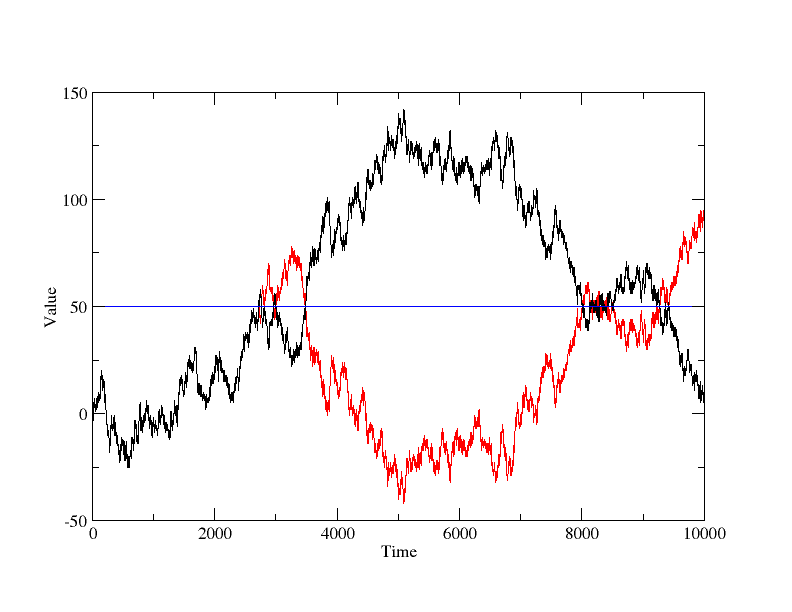
O gráfico mostra uma simulação de um processo de Wiener (+/-1 passo unitário) e seu reflexo em um ponto de cruzamento. Usado para ilustrar o princípio da Reflexão na teoria das probabilidades.

Na teoria das probabilidades e nos processos estocásticos, o princípio da reflexão para um processo de Wiener afirma que, se o caminho de um processo de Wiener {\displaystyle f(t)} atingir um valor {\displaystyle f(s)=a} em um tempo {\displaystyle t=s}, então o caminho subsequente depois do tempo {\displaystyle s} tem a mesma distribuição da reflexão do caminho subsequente sobre o valor {\displaystyle a}. Mais formalmente, o princípio da reflexão se refere a um lema que diz respeito à distribuição do supremo do processo de Wiener, também chamado de movimento browniano. O resultado relaciona a distribuição do supremo do movimento browniano até o tempo {\displaystyle t} com a distribuição do processo no tempo {\displaystyle t}. É um corolário da propriedade forte de Markov do movimento browniano.

## Afirmação
Se {\displaystyle (W(t):t\geq 0)} for um processo de Wiener a {\displaystyle a>0} for um limiar (também chamado de ponto de cruzamento), então o lema afirma:
{\displaystyle \mathbb {P} \left(\sup _{0\leq s\leq t}W(s)\geq a\right)=2\mathbb {P} (W(t)\geq a).}
De forma mais forte, o princípio da reflexão afirma que, se {\displaystyle \tau } for um tempo de parada, então a reflexão do processo de Wiener que começa em {\displaystyle \tau }, denotada {\displaystyle (W^{\tau }(t):t\geq 0)}, é também um processo de Wiener, em que:
{\displaystyle W^{\tau }(t)=W(t)\chi _{\left\{t\leq \tau \right\}}+(2W(\tau )-W(t))\chi _{\left\{t>\tau \right\}}}
e a função indicadora {\displaystyle \chi _{\{t\leq \tau \}}={\begin{cases}1,&{\text{se }}t\leq \tau \\0,&{\text{de outro modo }}\end{cases}}} e {\displaystyle \chi _{\{t>\tau \}}} são definidos de forma semelhante. A forma mais forte implica o lema original ao escolher {\displaystyle \tau =\inf \left\{t\geq 0:W(t)=a\right\}}.

## Prova
O tempo de parada mais precoce para atingir o ponto de cruzamento {\displaystyle a}, {\displaystyle \tau _{a}:=\inf \left\{t:W(t)=a\right\}}, é um tempo de parada limitado quase certamente. Então, podemos aplicar a propriedade forte de Markov para deduzir que um caminho relativo subsequente a {\displaystyle \tau _{a}}, dado por {\displaystyle X_{t}:=W(t+\tau _{a})-a}, é também um movimento browniano simples independente de {\displaystyle {\mathcal {F}}_{\tau _{a}}^{W}}. Então, a distribuição de probabilidade para o último tempo {\displaystyle W(s)} está no limiar {\displaystyle a} ou acima dele no intervalo de tempo {\displaystyle [0,t]} e pode ser decomposta como:
{\displaystyle {\begin{aligned}\mathbb {P} \left(\sup _{0\leq s\leq t}W(s)\geq a\right)&=\mathbb {P} \left(\sup _{0\leq s\leq t}W(s)\geq a,W(t)\geq a\right)+\mathbb {P} \left(\sup _{0\leq s\leq t}W(s)\geq a,W(t)<a\right)\\&=\mathbb {P} \left(W(t)\geq a\right)+\mathbb {P} \left(\sup _{0\leq s\leq t}W(s)\geq a,X(t-\tau _{a})<0\right)\\\end{aligned}}.}
Pela propriedade de torre para expectativas condicionais, o segundo termo se reduz a:
{\displaystyle {\begin{aligned}\mathbb {P} \left(\sup _{0\leq s\leq t}W(s)\geq a,X(t-\tau _{a})<0\right)&=\mathbb {E} \left[\mathbb {P} \left(\sup _{0\leq s\leq t}W(s)\geq a,X(t-\tau _{a})<0|{\mathcal {F}}_{\tau _{a}}^{W}\right)\right]\\&=\mathbb {E} \left[\chi _{\sup _{0\leq s\leq t}W(s)\geq a}\mathbb {P} \left(X(t-\tau _{a})<0|{\mathcal {F}}_{\tau _{a}}^{W}\right)\right]\\&={\frac {1}{2}}\mathbb {P} \left(\sup _{0\leq s\leq t}W(s)\geq a\right),\end{aligned}}}
já que {\displaystyle X(t)} é um movimento browniano padrão independente de {\displaystyle {\mathcal {F}}_{\tau _{a}}^{W}} e tem probabilidade {\displaystyle 1/2} de ser menor que {\displaystyle 0}. A prova do lema é completada ao substituir isto na segunda linha da primeira equação: 
{\displaystyle {\begin{aligned}\mathbb {P} \left(\sup _{0\leq s\leq t}W(s)\geq a\right)&=\mathbb {P} \left(W(t)\geq a\right)+{\frac {1}{2}}\mathbb {P} \left(\sup _{0\leq s\leq t}W(s)\geq a\right)\\\mathbb {P} \left(\sup _{0\leq s\leq t}W(s)\geq a\right)&=2\mathbb {P} \left(W(t)\geq a\right)\end{aligned}}.}

## Consequências
O princípio da reflexão é frequentemente usado para simplificar propriedades distributivas do movimento browniano. Considerando o movimento browniano no intervalo restrito {\displaystyle (W(t):t\in [0,1])}, então o princípio da reflexão nos permite provar que a locação dos máximos {\displaystyle t_{\text{max}}}, que satisfazem {\displaystyle W(t_{\text{max}})=\sup _{0\leq s\leq 1}W(s)}, tem a distribuição arco-seno. Esta é uma das leis arco-seno de Lévy.